# Marcos Gullón
Marcos Gullón Ferrera (Madrid, 30 settembre 1989) è un ex calciatore spagnolo, di ruolo centrocampista.

## Palmarès

### Club

#### Competizioni nazionali
- Coppa di Cipro: 1

Apollōn Limassol: 2015-2016

### Nazionale
- Giochi del Mediterraneo: 1

 Pescara 2009